# تیغ‌پشت حشره‌خوار جنکینز
تیغ‌پشت حشره‌خوار جنکینز(نام علمی: Microgale jenkinsae) نام یک گونه از سرده ریزراسویی‌ها است.